# Aviary (applications)
Aviary est une plateforme d'édition photographique pour iOS, Android, et le web (web application). Aviary est utilisé dans de nombreuses applications mobiles, notamment l'application éponyme sur iOS et Android. Il contient un grand nombre d'outils d'édition faciles à utiliser, tels des filtres photo personnalisés, des encadrements, des graphiques et des autocollants. La plateformeAviary contient aussi un SDK gratuit qui offre aux développeurs un éditeur photo personnalisable qui peut être incorporé dans d'autres apps sur iOS, Android, Windows, OS X, et sur le web.
La société a été fondée en 2007 avec pour but de fournir des outils d'édition photo de qualité professionnelle pour le grand public. Depuis lors, Aviary a reçu des investissements pour plusieurs millions de dollars de compagnies comme Spark Capital et Bezos Expeditions,.
Le 22 septembre 2014, Aviary a été racheté par Adobe Systems. Plus tard, le 13 novembre, Aviary a été intégré à Adobe's Creative Cloud.